# Luis Medina (Leichtathlet)
Luis Medina (Luis Medina Montoya; * 21. Juni 1952 in Guantánamo) ist ein ehemaliger kubanischer Mittel- und Langstreckenläufer.
1973 gewann er bei den Zentralamerika- und Karibikmeisterschaften Silber über 800 Meter und 1974 bei den Zentralamerika- und Karibikspielen Gold über 1500 Meter und Silber über 800 Meter. 1975 siegte er bei den Panamerikanischen Spielen in Mexiko-Stadt über 800 Meter und holte Bronze über 1500 Meter.
Bei den Olympischen Spielen 1976 in Montreal schied er über 800 und 1500 Meter im Vorlauf aus.
Jeweils über 1500 Meter siegte er bei den Zentralamerika- und Karibikmeisterschaften 1977 und verteidigte seinen Titel bei den Zentralamerika- und Karibikspielen 1978.
1981 gewann er Bronze über 1500 Meter bei den Zentralamerika- und Karibikmeisterschaften, 1982 jeweils Silber über 1500 und 5000 Meter bei den Zentralamerika- und Karibikspielen.

## Persönliche Bestzeiten
- 800 m: 1:46,6	min, 15. Mai 1976, Formia
- 1500 m: 3:39,0 min, 14. Mai 1977, Havanna (ehemaliger kubanischer Rekord)
- 1 Meile: 3:58,1 min, 11. Mai 1979, Kingston
- 5000 m: 13:44,8 min, 21. Juni 1977, Prag (kubanischer Rekord)